# Aplec (grup musical)
Aplec va ser un grup musical dins del moviment de la nova cançó de Xàtiva que es va crear a la dècada del 1970, en el moviment de la nova cançó. Van publicar un LP el 1978 titulat Aplec.
Només va enregistrar un àlbum en la seua carrera, un LP homònim editat per la discogràfica Puput. Constava de 10 cançons: Les fanecaes, M'han dit que sí, Sortir, ¿Per què, els versos?, El pet, Als companys, Poema, Tango-rrino, Silenci i  El camp de la jove Esperança.